# Hanna Tetteh
Hanna Serwaa Tetteh (sinh ngày 31 tháng 5 năm 1967)  là một luật sư và chính trị gia người Ghana. Bà phục vụ trong nội các Ghana với tư cách là Bộ trưởng Bộ Thương mại và Công nghiệp từ năm 2009 đến 2013  và Bộ trưởng Bộ Ngoại giao từ 2013 đến 2017. Bà cũng là Thành viên của Nghị viện về Awutu- Khu vực bầu cử Senya West. Bà hiện được bổ nhiệm làm Tổng giám đốc Văn phòng Liên hợp quốc tại Nairobi (UNON).

## Tuổi thơ và giáo dục
Hanna Tetteh được sinh ra ở Szeged, Hungary, có cha là người Ghana và mẹ người Hungary. Giáo dục trung học của bà là tại Trường trung học nữ Wesley tại Cape Coast ở miền Trung Ghana từ 1978 đến 1985. Từ năm 1986 đến 1989, bà học luật tại Đại học Ghana nơi bà lấy bằng Cử nhân Luật (LL. B) bằng cấp. Sau đó, bà theo học trường Luật Ghana, trở thành Luật sư Luật năm 1992.

## Sự nghiệp
Hanna Tetteh đã làm Dịch vụ Quốc gia với tư cách là Chuyên viên Pháp lý của Liên đoàn Luật sư Phụ nữ Quốc tế (FIDA) từ năm 1992 đến năm 1993. Sau khi hoàn thành Dịch vụ Quốc gia, bà làm việc trong Thực tiễn pháp lý tư nhân với Công ty Luật Ansa-Asare và Công ty Hbers Chambers ở Accra, Ghana.
Sau hai năm hành nghề luật sư tư, Tetteh gia nhập Ủy ban Nhân quyền và Tư pháp hành chính với tư cách là Chuyên viên pháp lý, nhưng cuối năm đó, bà gia nhập Công ty Thực phẩm Agro Ghana (GAFCO) với tư cách là Cố vấn pháp lý; GAFCO là một công ty chế biến thực phẩm sản xuất bột mì, thịt gia cầm và thức ăn gia súc, bột cá và cá ngừ đóng hộp. Công ty cũng tiếp thị các sản phẩm thực phẩm và thú y khác và được đặt tại Khu vực Cảng Tema ở Tema , bà giữ các vị trí quản lý khác trong công ty là Quản lý Dịch vụ Pháp lý và Nhân sự và sau đó là Phó Tổng Giám đốc (Giám đốc Tài chính và Quản trị cho đến khi bà đi tham gia chính trị vào năm 2000. Sau khi phục vụ một nhiệm kỳ tại Nghị viện, bà đã không ngay lập tức tranh cử lại và tái gia nhập GAFCO với tư cách là Tổng Giám đốc (Công ty, Hành chính và Pháp lý) nơi bà làm việc cho đến tháng 12 năm 2009.

## Sự nghiệp chính trị

### Sự nghiệp chính trị quốc gia
Hanna Tetteh giành được ghế bầu cử Awutu Senya trong cuộc bầu cử quốc hội tháng 12 năm 2000  và phục vụ trong một nhiệm kỳ với tư cách là một thành viên Nghị viện của Quốc hội Dân chủ trên các băng ghế đối lập. Bà đã không tranh cử ghế của mình trong cuộc bầu cử tiếp theo. Bà được bầu làm Ủy viên điều hành quốc gia của Quốc hội Dân chủ Quốc gia năm 2005 và năm 2008, bà được bổ nhiệm làm Giám đốc Truyền thông Quốc gia của NDC, thay thế John Dramani Mahama, người đã trở thành ứng cử viên phó tổng thống của NDC với tư cách là người điều hành của John Atta Mills, ứng cử viên tổng thống của đảng. Chiến dịch tranh cử tổng thống năm 2008 và vai trò của bà trong việc quản lý chiến lược truyền thông của đảng cho cuộc bầu cử đó đã khiến bà trở thành một nhân vật chính trị nổi bật hơn và bà trở thành một trong những người phát ngôn chính của NDC.
Sau chiến thắng của NDC trong cuộc bầu cử năm 2008, Tetteh trở thành Người phát ngôn cho Chính phủ mới được bầu trong khi quá trình bổ nhiệm mới đang diễn ra và vào tháng 2 năm 2009, Tổng thống John Atta Mills đã đề cử bà vào vị trí Bộ trưởng Bộ Thương mại và Công nghiệp. Sau khi được Quốc hội xác nhận, bà đã tiếp quản danh mục đầu tư và giữ vị trí Bộ trưởng Bộ Thương mại và Công nghiệp từ tháng 2 năm 2009  đến tháng 1 năm 2013. Trong thời gian làm Bộ trưởng Bộ Thương mại và Công nghiệp, bà cũng là thành viên của nhóm quản lý kinh tế của Chính phủ, một thành viên của hội đồng quản trị của Cơ quan phát triển thiên niên kỷ chịu trách nhiệm giám sát việc thực hiện Công ty Thiên niên kỷ đầu tiên nhỏ gọn tại Ghana. Bà cũng phục vụ trong Ủy ban Kế hoạch Phát triển Quốc gia, và là Chủ tịch của Ủy ban Khu Tự do Ghana (GFZB).
Khi John Mahama kế nhiệm Tổng thống Atta Mills đã qua đời vào năm 2012, ông cũng bổ nhiệm Tetteh làm Giám đốc Truyền thông cho chiến dịch bầu cử năm 2012 của mình. Bà cũng quyết định tranh cử một ghế trong quốc hội một lần nữa và được bầu vào ghế bầu cử Awutu Senya West mới được thành lập trong cuộc bầu cử tháng 12 năm 2012.

### Bộ trưởng Bộ Ngoại giao, 2013 - 2017
Sau cuộc bầu cử, Tetteh được Tổng thống Mahama đề cử làm Bộ trưởng Bộ Ngoại giao và được bổ nhiệm vào tháng 1 năm 2013 sau khi được quốc hội phê chuẩn. Khi giữ chức Bộ trưởng Bộ Ngoại giao, bà cũng là thành viên của Hội đồng An ninh Quốc gia và Hội đồng Lực lượng Vũ trang.
Khi Tổng thống Mahama trở thành Chủ tịch của Cơ quan Nhà nước và Chính phủ ECOWAS vào tháng 3 năm 2014, Tetteh trở thành Chủ tịch của Hội đồng Bộ trưởng ECOWAS cùng một lúc.
Sau khi rời văn phòng vào năm 2017, Tetteh từng là Ủy viên Richard von Weizsäcker tại Quỹ Robert Bosch. Từ năm 2017 cho đến năm 2018, bà là một Co-Facilitator trong IGAD -led Diễn đàn Cấp cao cho sự phục hồi của Hiệp định cho việc giải quyết cuộc xung đột ở Nam Sudan.

### Sự nghiệp với Liên Hợp Quốc, 2018 - nay
Năm 2018, Tổng thư ký Liên Hợp Quốc António Guterres đã bổ nhiệm Tetteh làm Tổng giám đốc Văn phòng Liên hợp quốc tại Nairobi (UNON), kế nhiệm Sahle-Work Zewde. Không lâu sau, bà lại thành công với Zewde, lần này là Đại diện đặc biệt của Liên minh châu Phi và Trưởng Văn phòng Liên hợp quốc tại Liên minh châu Phi (UNOAU).